# Echinorhynchus myoxi
Echinorhynchus myoxi är en hakmaskart som beskrevs av Galli-Valerio 1929. Echinorhynchus myoxi ingår i släktet Echinorhynchus och familjen Moniliformidae. Inga underarter finns listade i Catalogue of Life.